# ورونیکا کوادرادو
ورونیکا کوادرادو (اسپانیایی: Verónica Cuadrado‎؛ زادهٔ ۸ مارس ۱۹۷۹) بازیکن هندبال زن اهل اسپانیا است.